# Yves Rossy

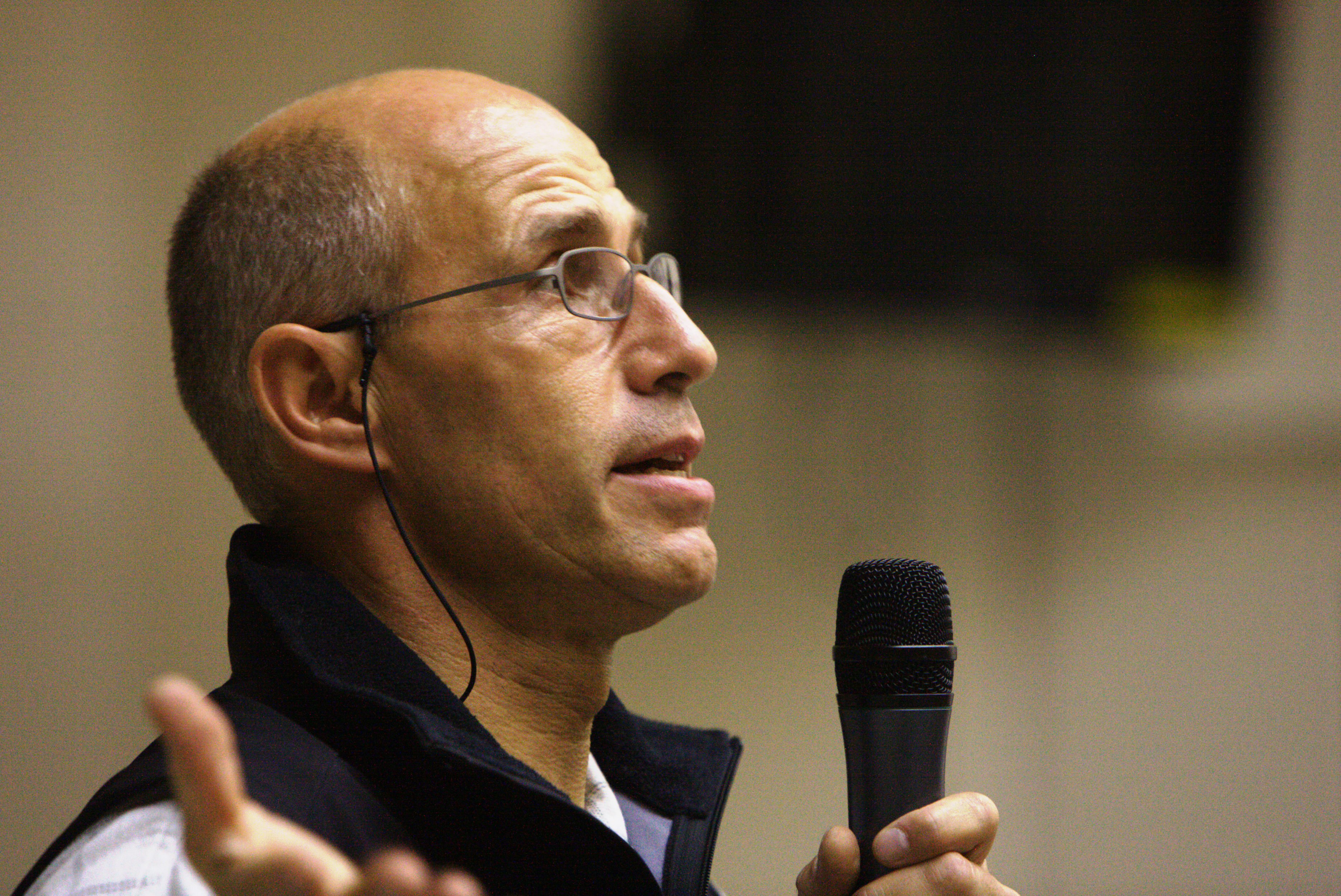
Yves Rossy (2008)

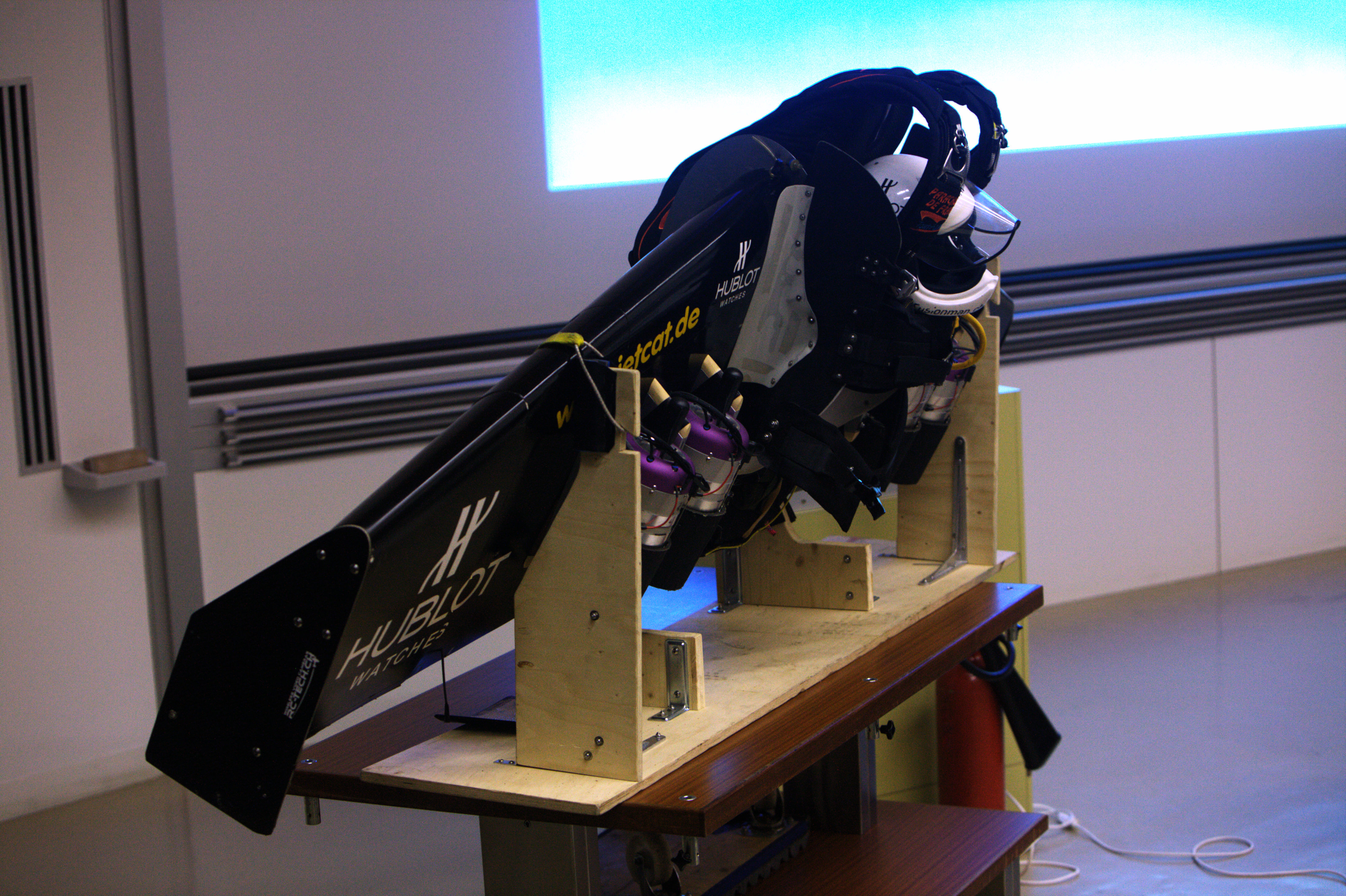
Fluggleiter (2008)

Yves Rossy (* 27. August 1959 in Neuchâtel, bekannt auch als Jetman) ist ein Schweizer Pilot und Erfinder.
Rossy studierte zunächst Ingenieurwissenschaften und war dann Berufspilot bei der Schweizer Luftwaffe. Heute ist er als Airbus-Pilot bei Swiss beschäftigt und in seiner Freizeit als Erfinder tätig.

## Fluggleiter
Yves Rossy wurde bekannt durch die Entwicklung eines Fluggleiters aus starren Flügeln mit Düsentriebwerken, der Fallschirmspringern einen längeren Aufenthalt mit einem grösseren Radius in der Luft ermöglicht. In Zusammenarbeit mit einem Forschungs- und Entwicklungsunternehmen gelang Rossy nach mehreren Entwicklungsschritten (darunter auch mit aufblasbaren Gleitflügeln) die Konstruktion des Fluggeräts Jet Wing. Der Fluggleiter wird auf den Rücken geschnallt und besteht aus einem aufklappbaren starren Flügel aus Kohlenstofffasern und Fiberglas mit rund drei Meter Spannweite und vier kleinen Strahltriebwerken, die sonst nur im Modellbau und bei Drohnen verwendet werden. Mit diesem Gerät gelang es ihm, im kontrollierten Horizontalflug etwa zehn Minuten lang mit Geschwindigkeiten zwischen 120 und 300 km/h ohne weitere Hilfe zu fliegen. Gestartet wird aus einem Flugzeug, gesteuert mit dem Körper. Zur Landung wird ein Fallschirm benötigt. Für den Flug verwendete er wegen der 700 °C heissen Triebwerke einen feuerfesten Schutzanzug.
Das Fluggerät ist vergleichbar mit vorhandenen Entwicklungen wie z. B. dem Gryphon („Greif“). Der Extremsportler Felix Baumgartner machte 2003 mit einem Flug über den Ärmelkanal eine frühe Version des Gryphon bekannt. Auch Rossy überflog die Meerenge: er sprang am 26. September 2008 mittags mit seinem Fluggerät aus einem Flugzeug in 2300 m Höhe über Calais und flog mit einer durchschnittlichen Geschwindigkeit von über 200 km/h in zehn Minuten über den Ärmelkanal nach Dover, wo er mit einem Fallschirm landete. Der Flug war zuvor zweimal wegen schlechter Wetterbedingungen verschoben worden.
Der erste interkontinentale Flug Rossys am 25. November 2009 von Marokko nach Spanien scheiterte hingegen. Nach einem Drittel der geplanten Flugzeit fiel er aufgrund von Orientierungsverlust in den Wolken in der Strasse von Gibraltar ins Wasser. Rossy blieb dabei unverletzt.
Rossys Entwicklung hat Fachleute und Laien interessiert. US-amerikanische Militär haben (Stand 2007) Interesse bekundet. 
Rossy war 2007 auf der 35. internationalen Messe für Erfindungen in Genf ein vielbeachteter Ehrengast.